# Plecoglossus altiveli
Cá thơm hay cá hương hay còn gọi là Ayu (アユ, 鮎, 年魚, 香魚) (Danh pháp khoa học: Plecoglossus altivelis) là một loài cá trong chi Plecoglossus thuộc họ cá Plecoglossidae của bộ cá Ốt me Osmeriformes. 

## Đặc điểm
Chúng là loài cá bản địa của vùng Đông Á, phân bố từ Tây Bắc Thái Bình Dương, dọc bờ biển của Hokkaidō ở Nhật Bản cho đến phía Nam vịnh Hàn Quốc, Trung Quốc, Hồng Kông và Việt Nam. Loài này cũng được du nhập vào Đài Loan. Chúng là loài cá ăn tạp, ăn cả giáp xác, thân lỗ và các loài sâu Chúng là loài cá ăn được và sử dụng trong ẩm thực ở Đông Á Ở Nhật Bản, chúng là loài cá có giá cả khá cao

## Phân loài
Loài cá này có 03 phân loài
- Plecoglossus altivelis altivelis (Temminck & Schlegel, 1846) (Cá thơm)
- Plecoglossus altivelis chinensis Y. F. Wu & X. J. Shan, 2005 (Cá thơm Trung Quốc)
- Plecoglossus altivelis ryukyuensis M. Nishida, 1988 (Cá thơm Ryukyu)[6].

## Hình ảnh

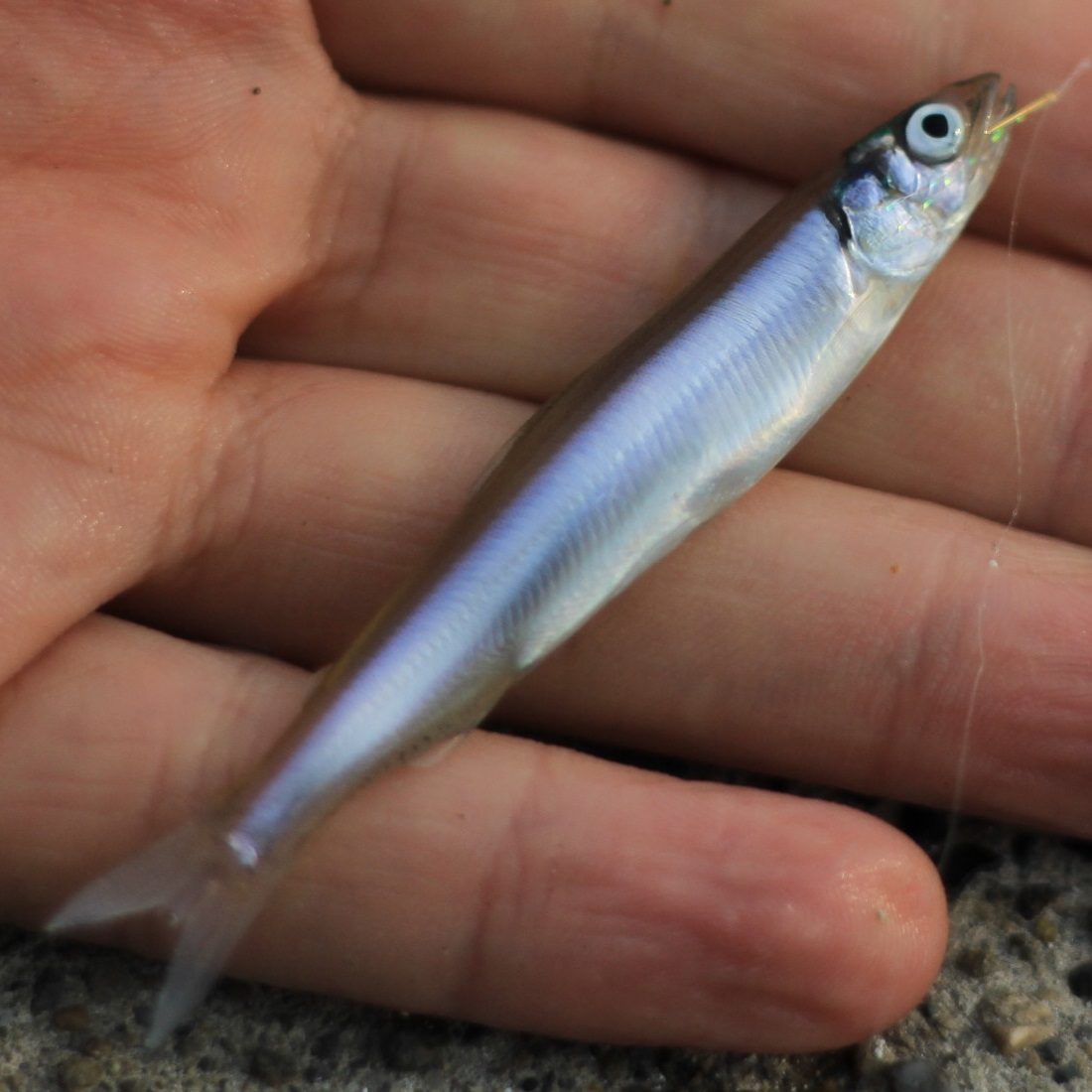
P. a. altivelis non, nhỏ
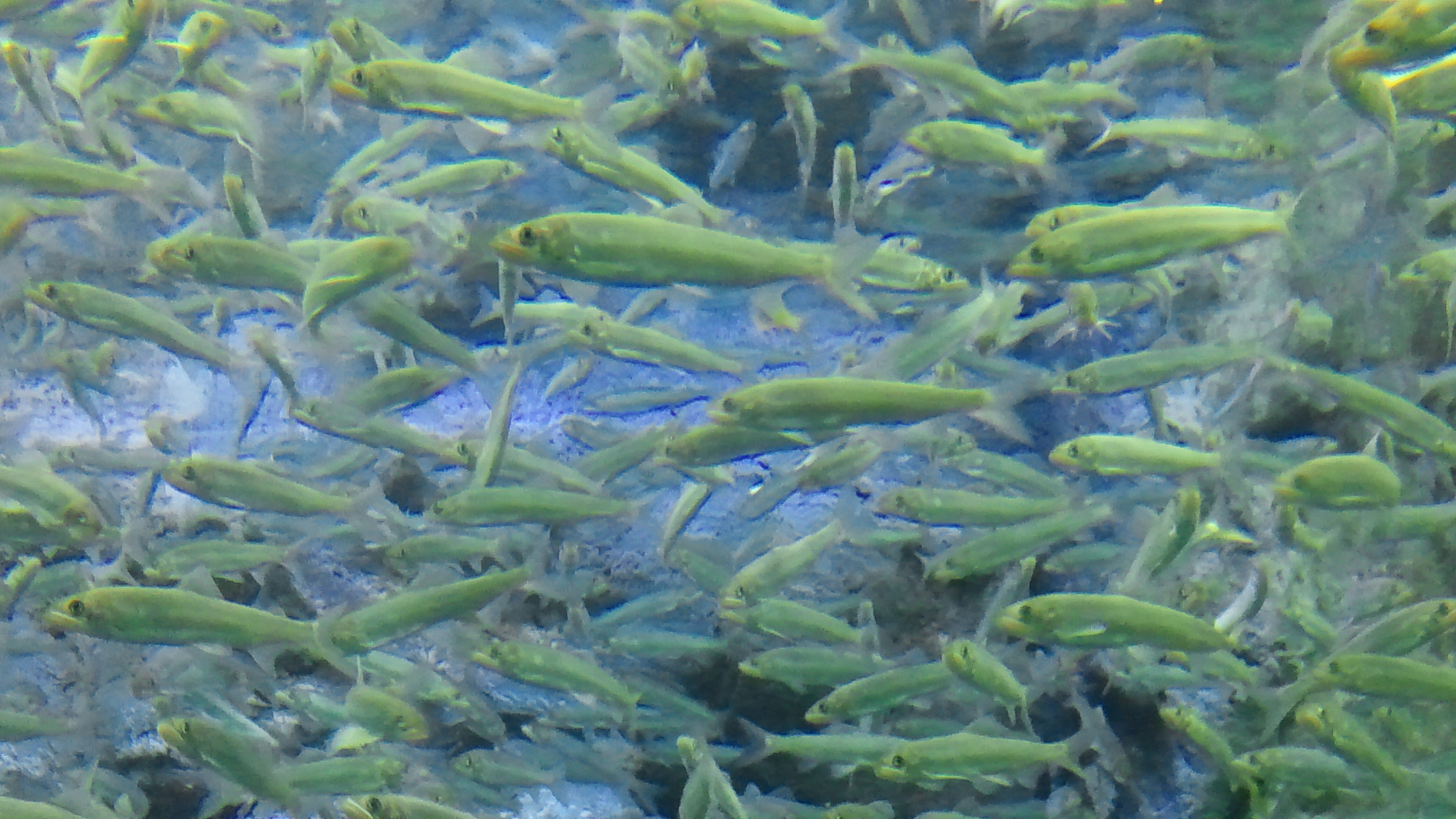
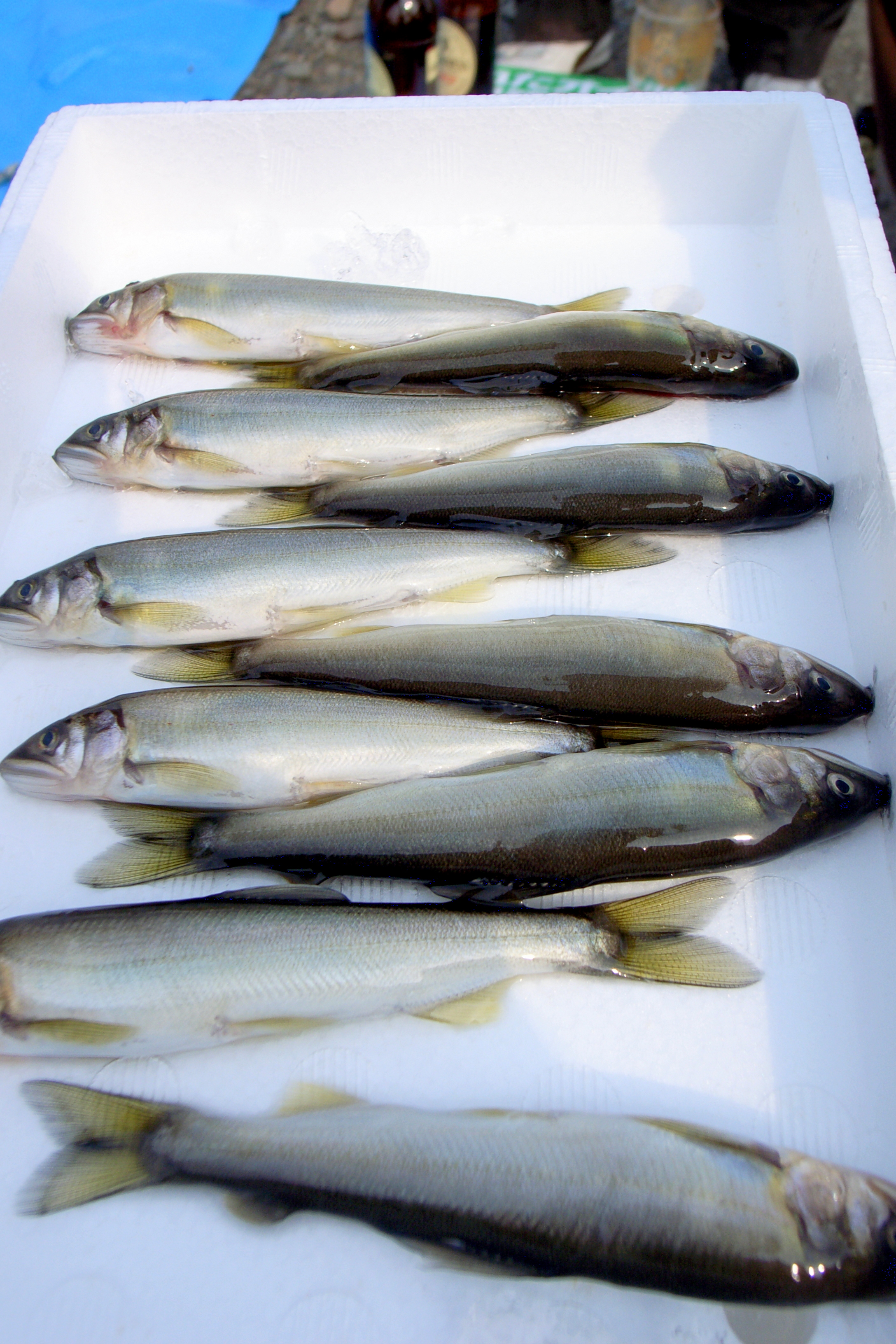
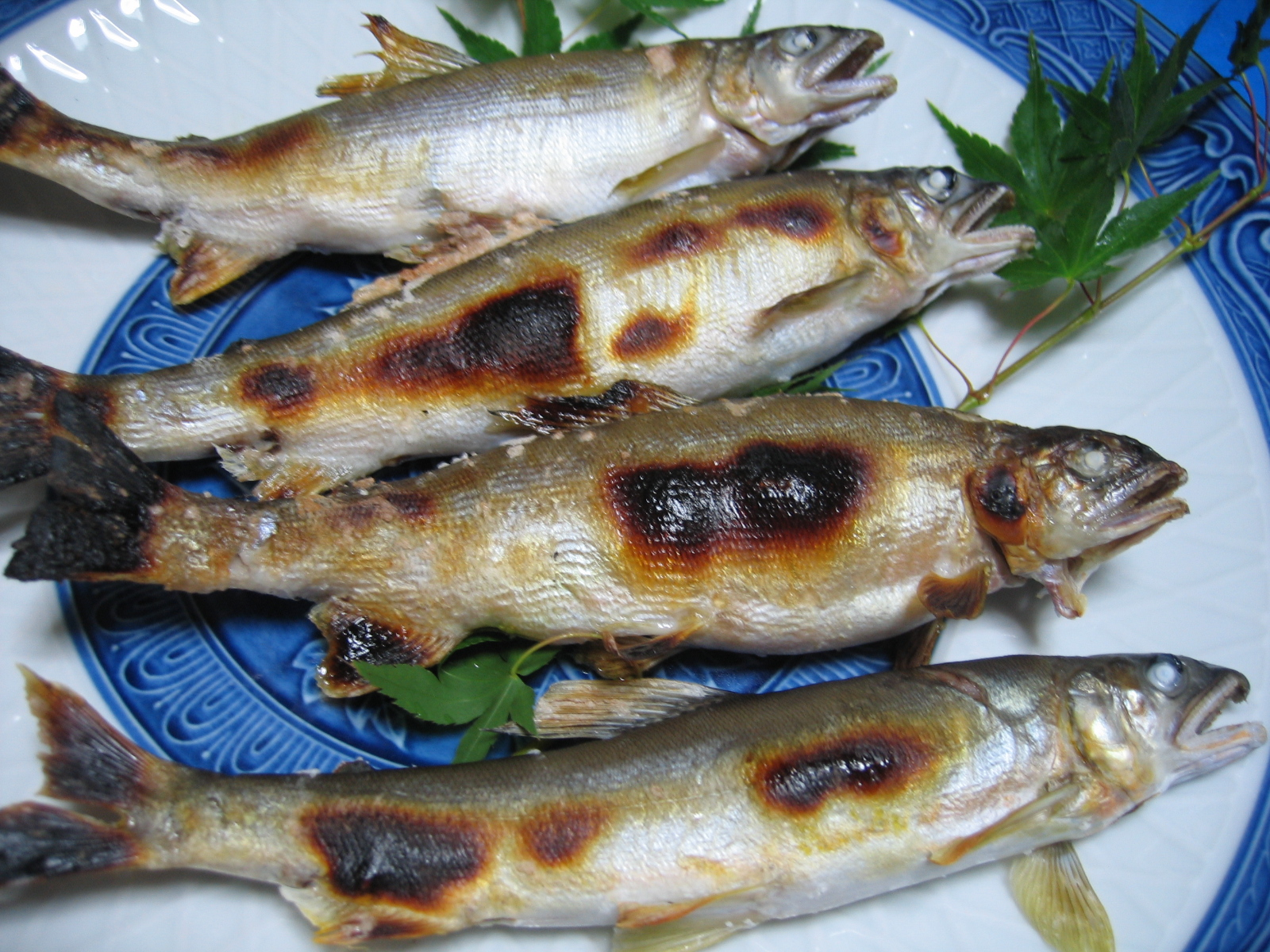
Ayu no shio yaki (Ayu nướng muối)
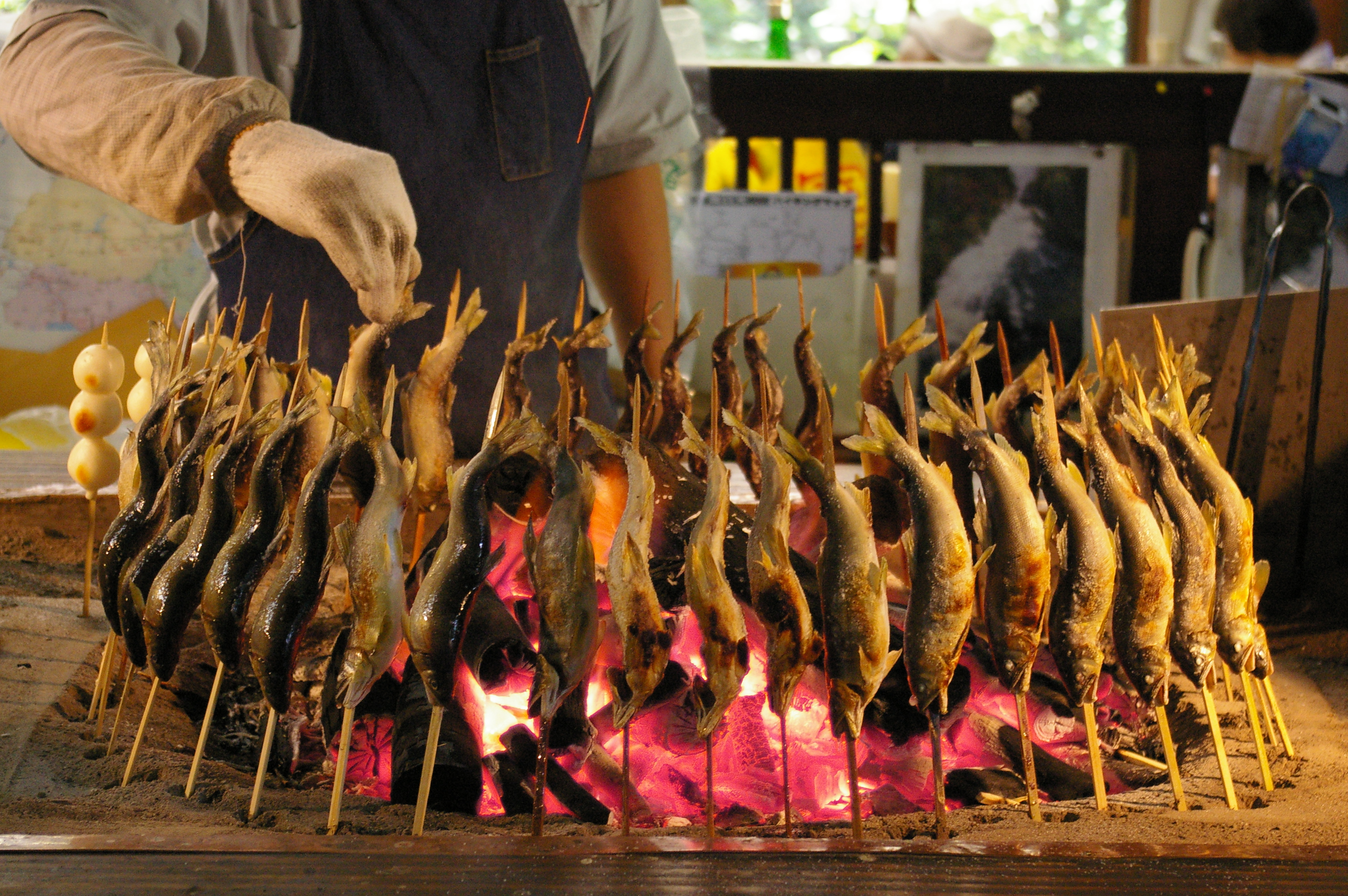
Ayu được nướng với muối ở Nhật Bản
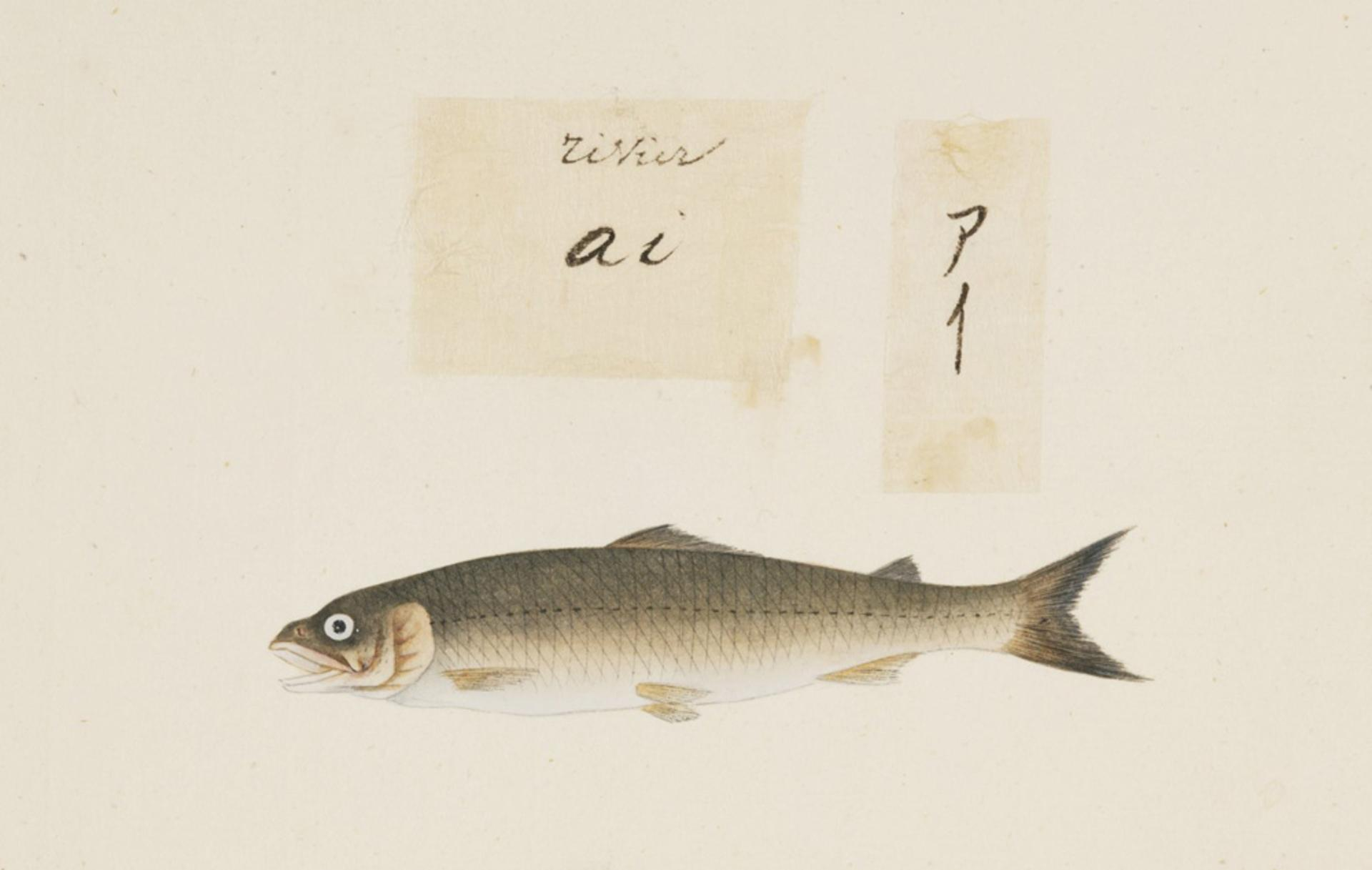
Tranh màu nước